# 英杰拉
英杰拉（羅馬化：ənǧära，[ɨndʒəra]，羅馬化：ṭayta）是一种有独特的海棉质感的发酵后麵饼。传统上采用苔麸（Teff）制作，是埃塞俄比亚和厄立特里亚的国菜。
在周边一些国家也有类似的食品变种，如在索马里和吉布提（叫作canjeero或lahooh）、也门的啦喉赫（英語：lahoh）及苏丹的Kisra。

## 原料
英杰拉是將苔麸磨成粉後加入水混合後發酵而成，苔麸一般生長於降雨充足的中海拔地區，且產量不高。故衣索比亞高原的農民有時會以小麦、大麦、玉米或是稻米取代苔麸。
海拔差異會影響英杰拉原料，低海拔會使用高粱，而高海拔者則通常使用大麦。不同顏色的苔麸代表品質差異，價格上也有影響，一般而言白色較貴而紅色較便宜。

## 製作

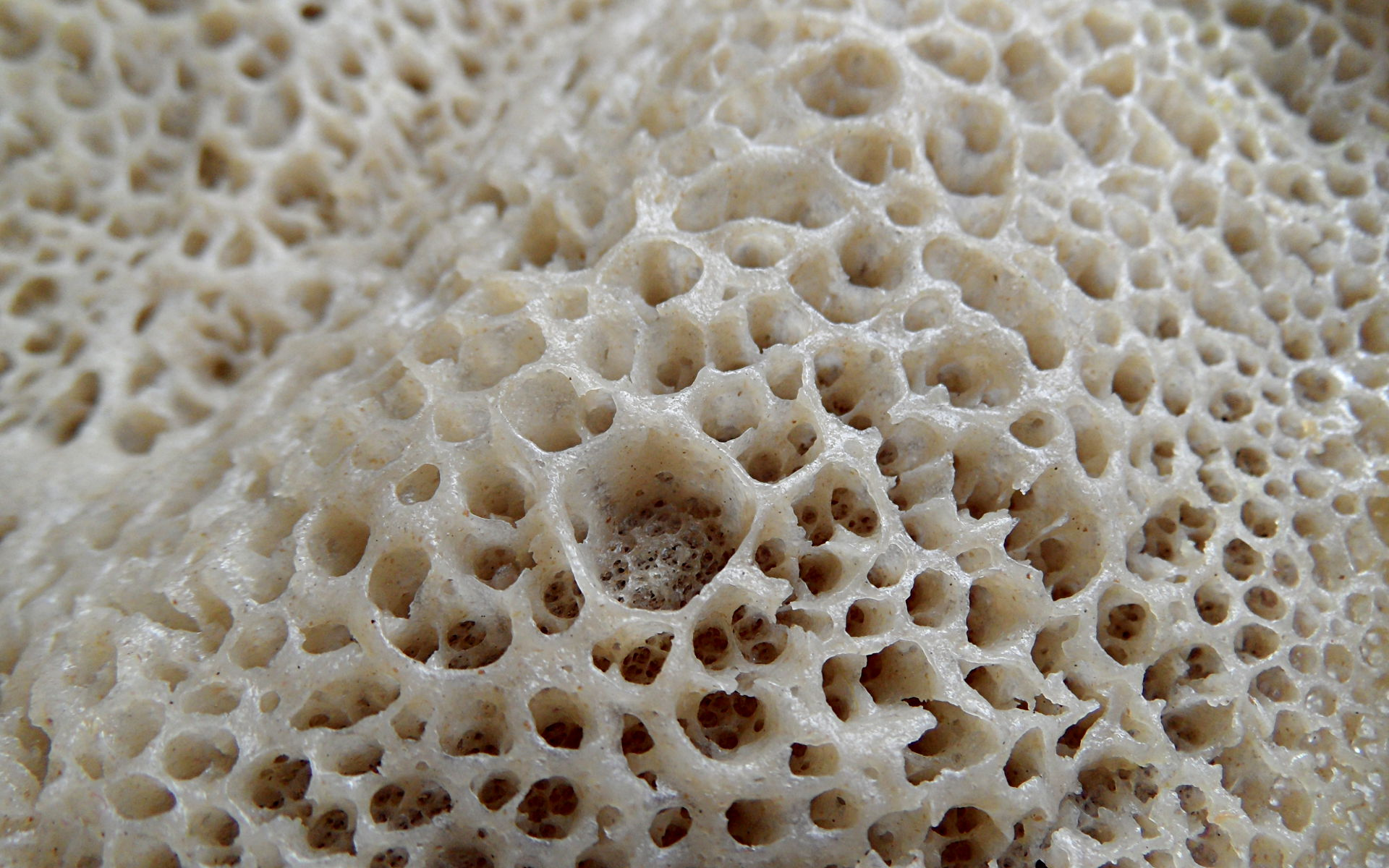
因傑拉特殊的海綿質地

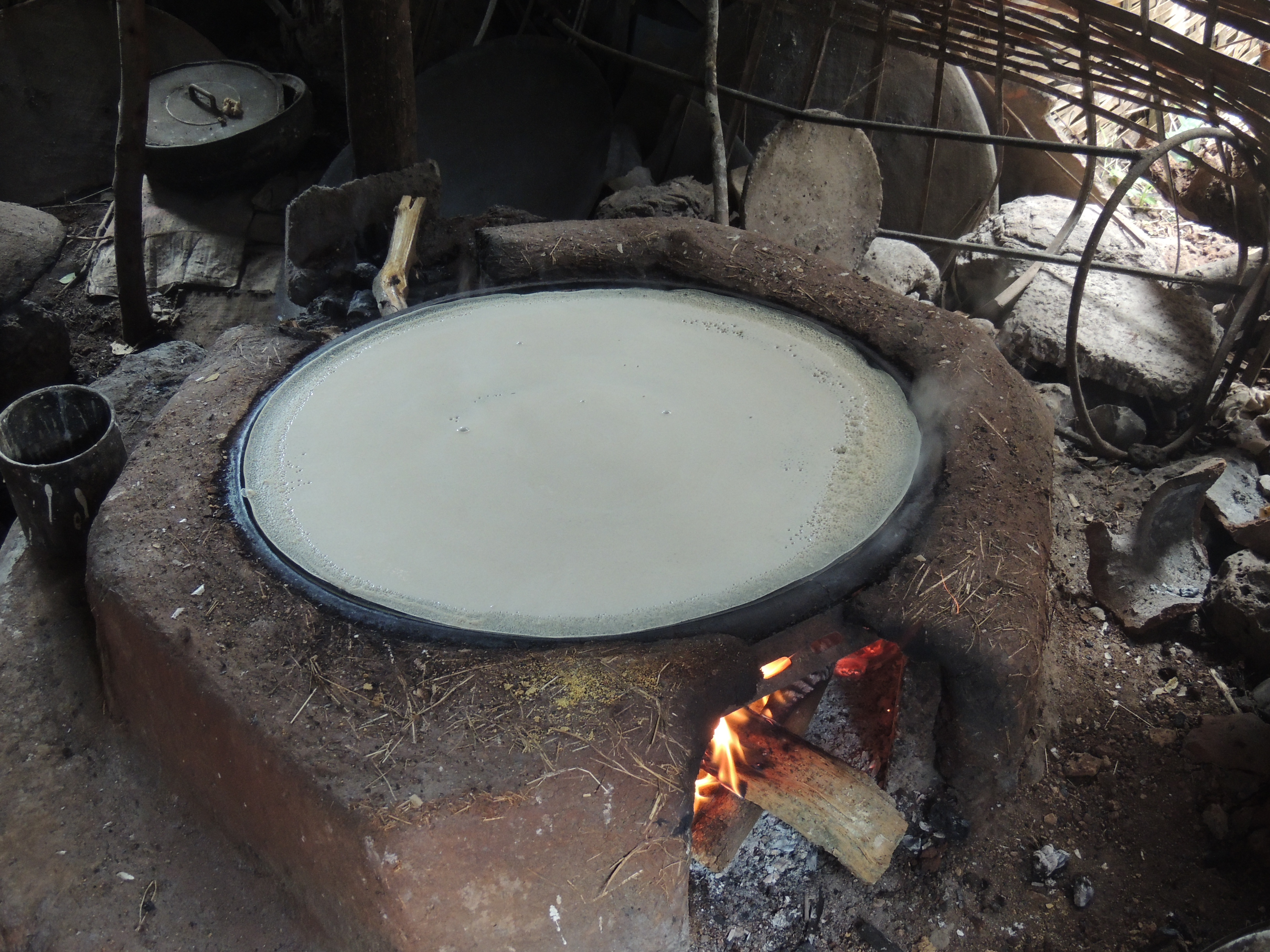
烘烤中的因傑拉

製作英杰拉時，會將苔麸粉與水混合，接著加入一種名為Ersho的黃色清澈液體，當中包含芽孢桿菌屬的孢子以及數種不同的酵母菌。Ersho是一種透明的黃色液體，出現在發酵的苔麩粉麵糊表面，可在收集後供下次發酵使用。約在發酵三日後麵糊會有些許酸味。
接著，將麵糊上層的水倒掉，取出少許麵糊並加入沸水中攪拌至其混合，該混合物稱為Absit。將Absit加回原先的麵糊中混合，進行約2小時的二次發酵。二次發酵是讓英杰拉出現特殊酸味、海綿狀表面的關鍵。
二次發酵後，将英杰拉麵糊放到平底鍋煎或是因傑拉爐上靠火烘烤完成。英杰拉接触加热的底面具有相对光滑的手感，而顶面则有海綿狀表面。这种多孔结构使英杰拉易吸附醬汁、搭配配菜食用。

## 食用
英傑拉上通常會放上蔬菜、肉、豆類等各式配菜，並使用右手撕下英傑拉與配菜一同食用。在與親友共食時，衣索比亞人有時會餵食彼此，該行為稱做Gursha。